# سفارت آمریکا در تل‌آویو
سفارت ایالات متحده آمریکا در تل‌آویو (انگلیسی: Embassy of the United States of America in Tel Aviv) در سال ۱۹۶۱ میلادی در تل‌آویو افتتاح گردید. این سفارت در پلاک ۷۱ خیابان هایارکون قرار دارد.